# Jarrod Killey
Jarrod Killey (ur. 6 lutego 1991) – australijski pływak, specjalizujący się głównie w stylu dowolnym.
Wicemistrz świata na krótkim basenie ze Stambułu (2012) w sztafecie 4 x 200 m stylem dowolnym.